# Sophie van Gestel
Sophie van Gestel (* 20. Juni 1991 in Oostelbeers) ist eine niederländische Beachvolleyballspielerin.

## Karriere
Sophie van Gestel spielt seit 2006 Beachvolleyball. 2008 kam sie bei der Jugend-Weltmeisterschaft in Den Haag mit Rimke Braakman ins Finale und erreichte mit Michelle Stiekema das Finale der U21-WM in Brighton. 2009 erreichte sie mit Madelein Meppelink in Blackpool Platz fünf bei den Junioren-Weltmeisterschaften. Von 2008 bis 2010 spielte sie einige FIVB-Turniere mit Daniëlle Remmers. Van Gestel spielte ab 2011 in Klagenfurt am Wörthersee wieder mit Madelein Meppelink. Mit einem siebten Platz in Brasília starteten Meppelink/van Gestel in die Saison 2012 und beim Grand Slam in Peking wurden sie Neunte. Als Gruppenzweite erreichten sie die K.-o.-Runde der EM in Scheveningen und gewannen dort das niederländische Duell gegen Sinnema/Wesselink sowie das Achtelfinale gegen die Deutschen Holtwick/Semmler; im Viertelfinale kam es zur Neuauflage des Vorrundenspiels gegen die Tschechinnen Háječková/Klapalová und Meppelink/van Gestel verloren erneut nach drei Sätzen. Die nächsten Grand Slams in Moskau und Gstaad beendeten sie auf den Plätzen fünf und neun; in Klagenfurt unterlagen sie erst im Finale den Russinnen Ukolowa/Birlowa. Über den World Cup qualifizierten sie für die Olympischen Spiele in London. Dort kamen sie durch die Playoff-Runde der Gruppendritten ins Achtelfinale, das sie gegen die Brasilianerinnen Larissa/Juliana verloren; damit beendeten sie das olympische Turnier auf dem neunten Rang. Meppelink/van Gestel wurden 2012 außerdem niederländische Meisterinnen.
Anfang 2013 gewannen Meppelink/van Gestel das Finale des Satellite-Turniers in Antalya gegen die Deutschen Ludwig/Walkenhorst. Auf der World Tour 2013 folgten zwei vierte Plätze bei den Fuzhou Open und dem Grand Slam in Shanghai. Dann gewannen sie den Grand Slam in Corrientes im Finale gegen Maria Antonelli und Ágatha Bednarczuk, womit ihnen der erste Turniersieg auf der World Tour gelang. In Den Haag wurden sie Neunte und in Rom Fünfte. Bei der WM in Stare Jabłonki gewannen sie ihre Vorrundengruppe, verloren dann aber das erste K.-o.-Spiel gegen Ukolowa/Birlowa im Tiebreak. Bei der EM in Klagenfurt kamen sie als Gruppenzweite ins Achtelfinale und unterlagen dort den Griechinnen Arvaniti/Karagkouni. Einen weiteren neunten Platz gab es zum Saisonabschluss in São Paulo. Danach beendete van Gestel zunächst ihre internationale Karriere.
Im Juli 2014 hatte van Gestel an der Seite von Sanne Keizer beim Grand Slam in Den Haag ihr Comeback. 2015 und 2016 war Jantine van der Vlist ihre Partnerin. Van Gestel/van der Vlist nahmen 2015 an der Weltmeisterschaft im eigenen Land teil und wurden Vierte beim Grand Slam in Olsztyn. 2016 gewannen sie den Continental Cup und konnten sich dadurch für die Olympischen Spiele in Rio de Janeiro qualifizieren, bei denen sie sieglos nach der Vorrunde ausschieden.
2017 spielte van Gestel wieder mit Madelein Meppelink auf der FIVB World Tour und bei der Weltmeisterschaft in Wien. 2018 trat van Gestel an der Seite von Marloes Wesselink noch einmal bei der heimischen Europameisterschaft an.